# The Dark Horse (film 2014)
The Dark Horse è un film del 2014 diretto da James Napier Robertson.
La pellicola, uscita in Nuova Zelanda nel 2014, è ispirata alla figura di Genesis Wayne Potini (5-9-1963 – 15-8-2011), giocatore di scacchi e in particolare di partite lampo che, lottando contro i problemi causati dal disturbo bipolare, aprì un circolo di scacchi, il The Eastern Knights, per insegnare il gioco a bambini disagiati e al contempo ottenere il recupero di giovani a rischio.

## Trama
(G.W.Potini)
Genesis Potini è appena uscito da una casa di cura per disturbi mentali e non è ben accolto dal fratello che fa parte di una gang e che a sua volta ha problemi con il figlio adolescente Mana. Generis ha una grande passione per gli scacchi e in passato ha avuto anche dei successi in qualche torneo prima che le sue condizioni di salute mentale peggiorassero. Con molte difficoltà Generis riesce a farsi accettare da alcuni volontari che cercano di recuperare ragazzi con problemi in famiglia. La sua collaborazione con i volontari porta alla nascita del gruppo dei "cavalieri d'Oriente", una squadra di giovani giocatori di scacchi che imparando i principi del gioco da Genesis si appassionano e migliorano giorno dopo giorno. Tra loro c'è anche Mana, che partecipa di nascosto dal padre. Il padre infatti vuole tenere il figlio lontano da Generis e vuole che il ragazzo entri come membro nella gang di cui lui fa parte.
Lo scontro tra Genesis e suo fratello sul futuro di Mana è molto duro ma alla fine prevarrà la passione per gli scacchi e Genesis
Potini riuscirà a portare Mana insieme agli altri ragazzi a disputare un torneo giovanile di livello nazionale a Auckland.

## Riconoscimenti
- 2014 - New Zealand Film Awards
  - Miglior film
  - Miglior regista a James Napier Robertson
  - Miglior sceneggiatura a James Napier Robertson
  - Miglior attore protagonista a Cliff Curtis
  - Miglior attore non protagonista a James Rolleston
  - Miglior colonna sonora a Dana Lund
  - Candidatura al Miglior attore non protagonista a Wayne Hapi
  - Candidatura alla Miglior fotografia a Denson Baker
  - Candidatura alla Miglior scenografia a Kim Sinclair
  - Candidatura al Miglior montaggio a Peter Roberts
  - Candidatura al Miglior trucco a Jane O'Kane
  - Candidatura ai Migliori costumi a Kristin Seth
  - Candidatura al Miglior suono a Chris Todd, Nick Buckton, Fred Enholmer, Pete Smith, Tim Chaproniere
- 2015 - Asia Pacific Screen Awards
  - Miglior attore protagonista a Cliff Curtis